# Белов, Владимир Дмитриевич
Владимир Дмитриевич Белов (16 января 1949 года, д. Литвиново Кольчугинский район, Владимирская область) — советский и российский учёный-металлург, специалист в области производством отливок и сплавов на основе цветных металлов, доктор технических наук, профессор кафедры литейных технологий и художественной обработки материалов НИТУ «МИСиС». Заслуженный работник высшей школы Российской Федерации (2018).  Почётный работник высшего профессионального образования Российской Федерации (2009).

## Биография
Владимир Дмитриевич Белов родился в 1949 г. в д. Литвиново Кольчугинского района Владимирской области. После окончания восьмилетней школы он поступил в Кольчугинский техникум по обработке цветных металлов, который окончил с отличием в 1968 г. В этом же году поступил в МИСиС, который окончил в 1973 году, получив квалификацию инженера-металлурга по специальности «Литейное производство черных и цветных металлов».
В 1973-75 гг. служил в Советской Армии. Трудовую деятельность В. Д. Белов начал в 1975 г. на Подольском электромеханическом заводе, где проработал 12 лет, пройдя путь от технолога до заместителя главного металлурга завода. В 1979 г. поступил в целевую очную аспирантуру МИСиС, которую окончил в 1981 г. В этом же году защитил кандидатскую диссертацию под руководством проф., д.т. н. Курдюмова А.В.
С 1987 г. он работает в МИСиС доцентом, с 2000 г. — профессором, а с 2004 г. по настоящее время — заведующим кафедрой технологий литейного производства.

## Научная и образовательная деятельность
В 1999 году дбВ. Д. Белов защитил докторскую диссертацию на тему «Теоретические и технологические основы ресурсосберегающих технологий производства высококачественных отливок из алюминиевых сплавов». В 2003 г. он получил учёное звание профессора, в 2011 г. — категорию «профессора-исследователя» МИСиС.
В. Д. Белов член редколлегии журналов «Известия ВУЗов. Черная металлургия», «Литейщик России», «Наукоемкие технологии в машиностроении», член Экспертного Совета в рамках проекта IFC «Повышение ресурсоэффективности машиностроения и литейного производства России», эксперт по программе «Аттестационная экспертиза высших учебных заведений», председатель диссертационного совета Д 212.132.02.
Начиная с 2006 г. под руководством В. Д. Белова проводится модернизация кафедры ТЛП: создана учебно-исследовательская лаборатория, оснащенная современной техникой, в том числе, оборудованием для ускоренной подготовки производства на основе технологии быстрого прототипирования, вакуумными печами для плавки высококачественных литейных сплавов, сканирующим электронным микроскопом, приборами для спектрального анализа сплавов и т. п. Успешность инновационных программ по модернизации учебной и научной деятельности кафедры, возглавляемой В. Д. Беловым, стала поводом для посещения её премьер-министром РФ В. В. Путиным (2008), первыми вице-премьерами С. Б. Ивановым (2008) и И. М. Шуваловым (2009).
В. Д. Белов возглавляет ряд крупных бюджетно софинансируемых проектов с предприятиями авиастроительного комплекса и других организаций РФ. Результаты большого количества выполненных под его руководством работ внедрены в производство на предприятиях металлургической, автомобильной и авиационной отраслей промышленности. Так, например, в 2016 году активный интерес российских и мировых СМИ вызвало сообщение о запуске в производство на Уфимском моторостроительном производственном объединении (ПАО «УМПО») лопаток нового поколения для использования в газотурбинных авиационных двигателях. Впервые в России удалось отлить из сплава алюминида титана инновационные лопатки, которые вдвое легче, чем их аналоги на основе никеля. Ожидается, что лопатки из интерметаллида титана будут использоваться в новом российском двигателе ПД-14 для российского ближне-среднемагистрального пассажирского самолета МС-21.
В. Д. Белов подготовил 10 кандидатов технических наук, он является автором и соавтором более 150 учебных, учебно-методических и научных публикаций, среди которых 2 учебника, 7 учебных пособий, 15 изобретений, защищенных авторскими свидетельствами СССР и патентами РФ.